# Alice in Chains
Alice in Chains je grunge grupa iz Seattlea. Osnovana je kasnih 80-ih. Nakon kraće stanke zbog smrti njihova frotmena Laynea Staleyja 2002. odlučili su se ponovo okupiti i započeti s turnejom u srpnju 2006. godine.

## Rane godine (1987. – 1990.)
'87.  Layne Staley upoznao je gitaristu i tekstopisca Jerryja Cantrella na jednoj zabavi. Nakon određenog vremena, Cantrell je pozvao Staleya da se pridruži njegovom sastavu Diamond Lie. Sastav je ubrzo dobio i trećeg člana, Cantrellova prijatelja i basistu, Mikea Starra. Ubrzo su dobili i bubnjara, Seana Kinneyja koji je hodao sa Starrovom sestrom i tako upotpunili sastav.
Novi je sastav počeo svirati svoje originalne pjesme po seattleskim klubovima ubrzo se prozvavši imenom Alice In Chains po imenu jednog od prijašnjih Staleyjevih sastava. Izvorno ime bilo mu je Alice N' Chainz, no odbacili su glam look i zamijenili ga za seattleski grunge. Sastav je potpisao ugovor s Columbia Recordsom '89. Nakon snimanja serije demosnimaka, konačno objavljuju svoj prvi EP We Die Young (srpanj '90.). Istoimeni singl postao je hit na lokalnom metal radiju i pripremio je put objavljivanju prvog LP-a Facelift kasnije te iste godine. Album je izbacio neočekivani hit Man In The Box koji je ubrzo postao zarazan. Facelift je dostigao zlatnu nakladu do kraja godine.

## Slava i grunge godine (1990. – 1994.)
Sastav je objavio i neočekivani LP akustičnih skladbi pod imenom Sap na kojem su gostovali Ann Wilson iz Hearta, Mark Arm iz  Mudhoneya i Chris Cornell iz  Soundgardena. Grupa je postigla veću popularnost '92. kada se jedna od njihovih pjesama, Would?, našla na soundtracku za film Samci (Singles) redatelja Camerona Crowa.
Album Dirt pušten '92. predstavlja njihov teški, gitaristički, distorzijski, snažan zvuk. Uspio je i među kritičarima i fanovima. Postigao je velik komercijalni uspjeh i dosegnuo  platinastu nakladu do kraja godine. Bio je to njihov dosad najuspješniji album. No, mračni tekstovi pjesama koji su pjevali o izolaciji i ovisnosti dali su povoda za brojna nagađanja o Staleyjevoj ovisnosti o  heroinu.
Ubrzo, na turneji kojom su promovirali Dirt, Mike Starr napustio je sastav da bi se pridružio hard rock sastavu Sun Red Sun. Dečki su ga zamijenili bivšim basistom  Ozzyja Osbournea, Mikeom Inezom. Sastav se još jednom sastao u studiju '93. snimajući dvije nove pjesme What The Hell Have I? i A Little Bitter za soundtrack Schwarzeneggerova filma Last Action Hero.
Tijekom ljeta '93. Alice In Chains pridružili su se sastavima Primus, Tool, Rage Against The Machine i Babe In Toyland na festivalu alternativne glazbe Lollapalooza gdje je sastav dočekan s oduševljenjem i pohvalama. To će im biti zadnja turneja sve do '96.
U siječnju '94. sastav je iznenadio fanove i kritičare albumom Jar Of Flies koji je predstavljao sve što oni nisu bili. Akustični aranžmani pjesama bili su potpisani Cantrellovim gitarističkim nastupima i Staleyjevim pjevanjem. Album je zasjeo na prvo mjesto ljestvice prodanih albuma i bio je prvi EP koji je ikad postigao toliki uspjeh. Razvijajući se od alternative do, kasnije, tradicionalnih balada vidio se utjecaj Cantrellovih glazbenih korijena. Iako su sve pjesme napisane i snimljene u samo jednom tjednu, neki kritičari prozvali su Jar Of Flies mini-remek djelom.

## Post-grunge (1995. – 1997.)
Sastav je i dalje djelovao unatoč sve većim glasinama o Staleyjevoj ovisnosti. On je sam čak ostvario nekoliko suradnji na projektima s Gacyjem Bunchom iz Mad Seasona, gitaristom  Mikeom McCreadyjem iz  Pearl Jama i bubnjarom Barrettom Martinom iz Screaming Treesa.
U studenom '95. Alice In Chains najavili su svoj povratnički istoimeni album (Alice In Chains). Na coveru albuma bio je tronogi pas koji je simbolički označavao njihov treći album. Zvuk novog albuma bio je povratnički, srodniji zvuku Dirta i Facelifta nego akustičnom Jar Of Flies. Neki su fanovi bili oduševljeni povratkom na pravi put, a neki su smatrali da je to korak unazad u njihovj karijeri. Album je dospio na prvo mjesto, no grupa ga nije podržala turnejom zbog pritiska javnosti na Staleyjevu ovisnost o heroinu.
Sastav se pojavio opet '96. spremajući se za svoj prvi koncert u zednje tri godine na MTV Unplugged showu. Staley je bio vidljivo narušenog zdravlja i pod utjecajem heroina, no to ih nije spriječilo da izvedu sjajnu svirku, uključujući i odličnu izvedbu pjesme Down In A Hole. Grupa je preradila svoji tvrđi materijal i izvela ga kao akustični. Posebno tom prigodom, u sastavu je svirao i gitarist Scott Olsen iz Hearta da upotpuni zvučne efekte akustičnog sviranja. Tu su Alice In Chains predstavili i svoju novu pjesmu The Killer Is Me. Album s MTV Unpluggeda pušten je u prodaju kasnije te iste godine i popeo se na treće mjesto ljestvice.
Nakon Unpluggeda, sastav je otvorio još četiri koncerta na turneji u čast okupljanja grupe Kiss. Njihov nastup 3. srpnja u Kansas Cityju pamti se kao zadnji koncert sa Staleyjem kao pjevač Alice In Chainsa.

## Smrt Layneja Staleyja (1998. – 2002.)
Cantrell je želi održati sastav na okupu, ali je već postalo jasno da Staleyjevo zdravlje ne dopušta njegov daljnji rad. Zato je započeo raditi na svom prvom solo albumu kojeg je i objavio '98. Album se zvao Boggy Depot i u njegovoj su realizaciji sudjelovali Mike Inez, Sean Kinney i poducent Toby Wright. Mnogi su fanovi album proglasili izgubljenim albumom sastava-jedina razlika bila je u tome što nije bilo Staleyjeva glasa jer on nije sudjelovao.
Staley je 1998. okupio sastav (posljednji put) da snime još dvije nove pjesme Get Born Again i Died (zadnje pjesme na kojima je pjevao). Te su pjesme puštene u prodaju unutar box seta Music Bank koji je sadržavao 48 pjesama, uključujući raritete, strare demosnimke, dvije nove pjesme i još neke dodatke. Sastav je objavio i Nothing Safe: Best Of The Box. 
Koncertni album Live i Greatest Hits kompilacija od 10 pjesama zaokružili su službena izdanja sastava. Kasnije, 2004. Sony je najavio puštanje treće best-of kompilacije The Essential Alice In Chains-dvostruki album od 29 pjesama. Njegovo konačno puštanje u prodaju najavljeno je tek nedavno za srpanj 2006.
Iako se sastav nije nikad službeno raspustio, Staley je pao duboko u depresiju nakon smrti svoje djevojke '96. godine. Postao je povučen i nikad nije izlazio dalje od Seattlea. Mogućnost ponovnog okupljanja svih članova sastava otpala je 20. travnja 2002. kada je Staley pronađen mrtav u svom stanu. Predozirao se heroinom i kokainom. Mrtvozornik je točnim danom smrti proglasio 5. travnja koji se poklapa sa smrću Kurta Cobaina osam godina ranije.
Jerry Cantrell potresen smrću prijatelja, svoj drugi album posvećuje upravo njemu. Album naziva Degradation Trip objavljen je dva mjeseca nakon Staleyjeve smrti kao jedan disc koji je ubrzo poslije prerađen u dvostruki.

## Budućnost sastava
2005. Inez, Kinney i Cantrell okupili su se u Seattleu za dobrotvorni koncert posvećen žrtvama tsunamija koji je pogodio jug Azije. Sastav je predvodio novi vokalist, Pat Lachman iz Damageplana. Gosti iznenađenja bili su Wesley Scantlin iz Puddle of Mudda, Maynard James Keenan iz Toola i Ann Wilson iz Hearta.
U 2006. gostovali su na VH1 Decades Rock Live, a i najavili su gostovanja na koncertima diljem Europe. To su Nova Rock festival u Austriji, Rock am Ring i Rock im Park u Njemačkoj, Milan Gods Of Metal u Italiji...
Pridošlica sastava bit će William DuWall koji će kao glavni vokal zamijeniti Staleyja.

## Diskografija
Studijski albumi
- Facelift (1990.)
- Dirt (1992.)
- Alice in Chains (1995.)
- Black Gives Way to Blue (2009.)
- The Devil Put Dinosaurs Here (2013.)
- Rainier Fog (2018.)

EP-ovi
- We Die Young (1990.)
- Sap (1992.)
- Jar of Flies (1994.)

Koncertni albumi
- MTV Unplugged (1996.)
- Live (2000.)
- Live Facelift (2016.)